# I/125 Armeński Batalion Polowy
I/125 Armeński Batalion Polowy (niem. Armenisches Feld-Bataillon I/125, ros. I/125-й стрелковый батальон) – kolaboracyjny oddział wojskowy Wehrmachtu złożony z Ormian podczas II wojny światowej.

## Historia
Został sformowany we wrześniu 1942 r. w Łochwicy na okupowanej Ukrainie. Wchodził formalnie w skład Legionu Armeńskiego. Składał się z pięciu kompanii. Był przydzielony do niemieckiej 125 Dywizji Piechoty pod dowództwem gen. Helmuta Friebe jako I batalion. Pod koniec maja 1943 r. wraz z II/9 Armeńskim Batalionem Polowym i I/198 Armeńskim Batalionem Polowym przeniesiono go na tyły frontu do zwalczania partyzantki. Od poł. czerwca wchodził w skład 297 Dywizji Piechoty gen. Friedricha-Wilhelma Deutscha, która działała w okupowanej Jugosławii. Na pocz. września I/125 Armeński Batalion Strzelecki wkroczył na terytorium Albanii, łamiąc opór oddziałów włoskich i komunistycznych partyzantów. W marcu 1944 r. wraz z oddziałami 297 i 100 Dywizji Piechoty powrócił do Jugosławii. W kwietniu tego roku przeniesiono go do południowej Francji, gdzie został rozmieszczony na wybrzeżu Morza Śródziemnego w rejonie Aix-en-Provence na północ od Marsylii. W okolicy stacjonowały 2 pozostałe bataliony armeńskie: II/9 i I/198. Podlegały one niemieckiej 19 Armii gen. Georga von Sodensterna. Po inwazji wojsk alianckich na wybrzeżu śródziemnomorskim Francji 14 sierpnia i szybkim złamaniu oporu wojsk niemieckich do końca września, armeńskie bataliony, bardzo osłabione w walkach i z powodu ataków lotniczych (straciły do 80% stanu liczbowego), poddały się aliantom. Po zakończeniu wojny ich żołnierze zostali wydani Sowietom.